# Belin (roi légendaire de Bretagne)
Pour les articles homonymes, voir Belin.
Belin le Grand (Belinus en latin) est un roi légendaire de l’île de Bretagne (actuelle Grande-Bretagne), dont l’« histoire » est rapportée par Geoffroy de Monmouth dans son Historia regum Britanniae (vers 1135).

## Origine
Il est le fils de Dunvallo Molmutius et le frère de Brenne. Son nom vient probablement du dieu celte Belenos. Au Pays de Galles, il est connu comme Beli Mawr.

## Le royaume de l’île de Bretagne
Après la guerre de Troie, Énée arrive en Italie, avec son fils Ascagne et devient le maître du royaume des Romains. Son petit-fils Brutus est contraint à l’exil après avoir accidentellement tué son père. Après une longue navigation, Brutus débarque dans l’île de Bretagne, l’occupe et en fait son royaume. Il épouse Innogen dont il a trois fils. À sa mort, le royaume est partagé en trois parties et ses fils lui succèdent : Locrinus reçoit le centre de l’île à qui il donne le nom de « Loegrie », Kamber reçoit la « Cambrie » (actuel Pays de Galles) et lui donne son nom, Albanactus hérite de la région du nord et l’appelle « Albanie » (Écosse). À la suite de l’invasion de l’Albanie par les Huns et de la mort d’Albanactus, le royaume est réunifié sous la souveraineté de Locrinus. C’est le début d’une longue liste de souverains.

## Le règne de Belin

### L’accession au trône
À la mort de Dunvallo Molmutius, les deux frères Belin et Brenne se disputent la couronne du royaume et partent en guerre l’un contre l’autre. Après plusieurs batailles, leurs amis interviennent et un compromis est trouvé : Belin, en sa qualité de fils ainé, devient roi des Bretons et gouverne les territoires de Loegrie, de Cambrie et de Cornouailles ; à Brenne, qui fait soumission, revient la Northumbrie, de la Humber au Caithness. Période de paix de cinq ans.
Des imposteurs incitent Brenne à l’insoumission à l’égard de son frère et suivant leurs conseils, il épouse la fille du roi de Norvège. Belin envahit la Northumbrie et occupe les principales cités. Brenne quitte la Norvège et prend la mer en direction de l’île de Bretagne, à la tête d’une armée de Norvégiens. Pendant la traversée, il est attaqué par Guithlacus, roi des Danois, qui s’empare de l’épouse de Brenne. Leurs navires accostent en Northumbrie, où ils sont immédiatement faits prisonniers par Belin. Brenne débarque en Albanie et demande la restitution de toutes ses terres et de sa femme. Dans le cas contraire, il jure qu’il tuera Belin lors de la prochaine bataille.
Les armées des deux frères se rencontrent dans la forêt de Calaterium. Après une journée d’affrontements, les Bretons ont l’avantage sur les Norvégiens qui s’enfuient ; cette guerre fait 15 000 morts. Brenne trouve refuge en Gaule, pendant que Belin prend le contrôle de toute l’île de Bretagne, renforçant les lois Molmutine édictées par son père. Il fait construire des routes qui traversent le royaume et relient les principales cités.
Brenne, devenu duc des Allobroges, envahit la Bretagne à la tête d’une puissante armée gauloise. Sur le champ de bataille, leur mère Conwenna, convainc Brenne de renoncer et les deux frères se réconcilient.

### La conquête de la Gaule, de l’Italie et de la Germanie
À la suite de la pacification, Belin et Brenne fusionnent leurs armées et, avec cette nouvelle force, envahissent la Gaule. Après une année de conquêtes, ils parviennent à soumettre tous les royaumes francs de Gaule sous leur autorité. Ils pénètrent alors en Italie et menacent Rome ; les deux consuls, Gabias et Porsenna, s’efforcent de préserver la paix et offrent richesses, tribut et otages, en témoignage de leur soumission. Ils envahissent la Germanie, mais Brenne doit retourner en Italie, les Romains ayant rompu le traité ; Belin fait la guerre aux Germains qui sont aidés par d’autres troupes italiennes.
Les Germains défaits, Belin rejoint Brenne pour le siège de Rome. Après une résistance de plusieurs jours, les Bretons finissent par entrer dans la ville et l’occuper. Brenne reste en Italie et règne en véritable tyran.

### Les dernières années
De retour dans l’île de Bretagne, Belin règne en paix, construisant de nombreuses nouvelles cités et en restaurant de nombreuses autres délabrées. La plus importante ville qu’il a fondée est Kaerusc, qui sera rebaptisée « Cité des Légions » quand la Bretagne sera occupée par les Romains. Il applique les lois faites par son père et en promulgue de nouvelles. Le royaume connaît une période de prospérité inégalée.
À sa mort, il est incinéré et son corps placé au sommet d’une grande tour qu’il avait lui-même fait bâtir. Son fils Gurguint Barbtruc lui succède sur le trône.